# Pașcani
Pașcani (pronunciació en romanès: [Paʃkanʲ]) és una ciutat en Iaşi a la regió de Moldàvia de Romania, al riu Siret. A 2011, té una població de 33.745 habitants. La ciutat administra cinc pobles: Blăgești, Boșteni, Gâstești, Lunca i Sodomeni.
La ciutat deriva el seu nom de la finca del Boiar Oana Pasca. És la ciutat on té lloc la novel·la de Mihail Sadoveanu El lloc on no va passar res. Un lloc local important és l'Església dels Sants Arcàngels.

## Fills il·lustres
- Octavian Nemescu
- Visarion Puiu
- Mihail Sadoveanu
- Neculai Rățoi
- Ion Vasilenco